# Marie-Yasmine Alidou
Marie-Yasmine Alidou d'Anjou (Montréal, 28 aprile 1995) è una calciatrice canadese, attaccante del Portland Thorns.

## Carriera

### Calcio universitario
Marie-Yasmine Alidou d'Anjou gioca la prima parte della carriera nel calcio universitario, affiancando agli studi nella facoltà di attività fisica all'Università del Québec a Montréal con quella atletica, vestendo la maglia della squadra di calcio femminile delle UQAM Citadins iscritta al campionato gestito dal Réseau du sport étudiant du Québec (RSEQ).

### Club
Alidou d'Anjou arriva in Europa nell'estate 2017 dopo aver stipulato con la connazionale Geneviève Richard, portiere, un contratto con l'Olympique Marsiglia, l'anno prima outsider alla sua seconda stagione di Division 1 Féminine, per giocare nel primo livello del campionato francese femminile di calcio. Condivide con le compagne la difficile stagione che vede la squadra incapace di ritrovare la competitività della stagione precedente, venendo eliminata già ai trentaduesimi di finale della Coppa di Francia e rimanendo nella parte bassa della classifica in campionato, concluso al dodicesimo e ultimo posto con conseguente retrocessione in Division 2. Il tecnico Christophe Parra la impiega in 16 incontri di campionato, dove segna 3 reti, seconda marcatrice per la squadra dopo Viviane Asseyi (4), oltre all'unica presenza in Coppa di Francia.
Durante il calciomercato estivo 2018 si trasferisce alle campionesse di Svezia del Linköping per giocare in Damallsvenskan, il livello di vertice del campionato svedese, la seconda parte della stagione 2018. Grazie al risultato in campionato, la squadra partecipa all'edizione 2018-2019 della UEFA Women's Champions League dove Alidou d'Anjou si mette in luce segnando due delle dieci reti siglate alle avversarie del Žytlobud-1 Charkiv nei sedicesimi di finale.

### Nazionale
Nel 2017 è convocata nella nazionale canadese impegnata al torneo femminile della XXIX Universiade, dove il Canada ottiene il settimo posto.
Nel febbraio 2022 viene convocata per la prima volta in carriera dalla nazionale canadese maggiore, qui debuttandovi il 23 febbraio 2022 contro la Spagna, in occasione di un incontro di Arnold Clark Cup 2022.
Il 25 ottobre 2024, nuovamente convocata per un'amichevole, sempre contro la Spagna, Alidou trova il suo primo gol con la maglia della nazionale, nel temporaneo vantaggio della partita poi terminata 1-1.

## Palmarès

### Club
- Campionato portoghese: 1

Benfica: 2023-2024
- Coppa di Lega portoghese: 1

Benfica: 2023-2024